# Нова Гора
Нова Гора (словен. Nova Gora) — поселення в общині Доленьське Топлице, регіон Південно-Східна Словенія, Словенія. Висота над рівнем моря: 376,5 м.